# Danh sách bài hát quán quân Bài hát yêu thích năm 2013
Dưới đây là danh sách bài hát quán quân bảng xếp hạng Bài Hát Yêu Thích của Việt Nam năm 2013.

## Lịch sử xếp hạng
– Bài hát Yêu thích của Năm
| Ngày phát hành | Bài hát                | Nghệ sĩ                              | Nguồn  |
| -------------- | ---------------------- | ------------------------------------ | ------ |
| 11 tháng 1     | "Chiếc khăn piêu"      | Tùng Dương                           | [ 1 ]  |
| 18 tháng 1     | "Chiếc khăn piêu"      | Tùng Dương                           | [ 2 ]  |
| 25 tháng 1     | "Chiếc khăn piêu"      | Tùng Dương                           | [ 3 ]  |
| 1 tháng 2      | "Nơi tình yêu bắt đầu" | Bùi Anh Tuấn                         | [ 4 ]  |
| 8 tháng 2      | "Nơi tình yêu bắt đầu" | Bùi Anh Tuấn                         | [ 5 ]  |
| 15 tháng 2     | "Nơi tình yêu bắt đầu" | Bùi Anh Tuấn                         | [ 6 ]  |
| 22 tháng 2     | "Nơi tình yêu bắt đầu" | Bùi Anh Tuấn                         | [ 7 ]  |
| 1 tháng 3      | "Nơi tình yêu bắt đầu" | Bùi Anh Tuấn                         | [ 8 ]  |
| 8 tháng 3      | "Nơi tình yêu bắt đầu" | Bùi Anh Tuấn                         | [ 9 ]  |
| 15 tháng 3     | "Nơi tình yêu bắt đầu" | Bùi Anh Tuấn                         | [ 10 ] |
| 22 tháng 3     | "Nơi tình yêu bắt đầu" | Bùi Anh Tuấn                         | [ 11 ] |
| 29 tháng 3     | "Nơi tình yêu bắt đầu" | Bùi Anh Tuấn                         | [ 12 ] |
| 12 tháng 4     | "Anh"                  | Hương Tràm                           | [ 13 ] |
| 19 tháng 4     | "Lạc"                  | Ngọc Khuê                            | [ 14 ] |
| 26 tháng 4     | "Lạc"                  | Ngọc Khuê                            | [ 15 ] |
| 3 tháng 5      | "Lạc"                  | Ngọc Khuê                            | [ 16 ] |
| 10 tháng 5     | "Mong anh về"          | Mỹ Linh hợp tác với Tấn Minh         | [ 17 ] |
| 17 tháng 5     | "Mong anh về"          | Mỹ Linh hợp tác với Tấn Minh         | [ 18 ] |
| 24 tháng 5     | "Mong anh về"          | Mỹ Linh hợp tác với Tấn Minh         | [ 19 ] |
| 31 tháng 5     | "Yêu mình anh"         | Thu Minh                             | [ 20 ] |
| 7 tháng 6      | "Yêu mình anh"         | Thu Minh                             | [ 21 ] |
| 14 tháng 6     | "Yêu mình anh"         | Thu Minh                             | [ 22 ] |
| 21 tháng 6     | "Yêu mình anh"         | Thu Minh                             | [ 23 ] |
| 28 tháng 6     | "Yêu mình anh"         | Thu Minh                             | [ 24 ] |
| 5 tháng 7      | "Tình yêu màu nắng"    | Đoàn Thúy Trang hợp tác với BigDaddy | [ 25 ] |
| 12 tháng 7     | "Yêu mình anh"         | Thu Minh                             | [ 26 ] |
| 19 tháng 7     | "Yêu mình anh"         | Thu Minh                             | [ 27 ] |
| 26 tháng 7     | "Yêu mình anh"         | Thu Minh                             | [ 28 ] |
| 2 tháng 8      | "Đôi chân trần"        | Yasuy                                | [ 29 ] |
| 9 tháng 8      | "Đôi chân trần"        | Yasuy                                | [ 30 ] |
| 16 tháng 8     | "Đôi chân trần"        | Yasuy                                | [ 31 ] |
| 23 tháng 8     | "Đôi chân trần"        | Yasuy                                | [ 32 ] |
| 30 tháng 8     | "K'bling ơi"           | Siu Black                            | [ 33 ] |
| 6 tháng 9      | "K'bling ơi"           | Siu Black                            | [ 34 ] |
| 13 tháng 9     | "K'bling ơi"           | Siu Black                            | [ 35 ] |
| 20 tháng 9     | "Yêu mình anh"         | Thu Minh                             | [ 36 ] |
| 27 tháng 9     | "Yêu mình anh"         | Thu Minh                             | [ 37 ] |
| 4 tháng 10     | "K'bling ơi"           | Siu Black                            | [ 38 ] |
| 11 tháng 10    | "Chiếc vòng cầu hôn"   | Đàm Vĩnh Hưng                        | [ 39 ] |
| 18 tháng 10    | "Yêu mình anh"         | Thu Minh                             | [ 40 ] |
| 25 tháng 10    | "Yêu mình anh"         | Thu Minh                             | [ 41 ] |
| 1 tháng 11     | "Chiếc vòng cầu hôn"   | Đàm Vĩnh Hưng                        | [ 42 ] |
| 8 tháng 11     | "Nơi tình yêu bắt đầu" | Bùi Anh Tuấn                         | [ 43 ] |
| 15 tháng 11    | "Chiếc vòng cầu hôn"   | Đàm Vĩnh Hưng                        | [ 44 ] |
| 22 tháng 11    | "Chiếc vòng cầu hôn"   | Đàm Vĩnh Hưng                        | [ 45 ] |
| 29 tháng 11    | "Chiếc vòng cầu hôn"   | Đàm Vĩnh Hưng                        | [ 46 ] |
| 6 tháng 12     | "Chiếc vòng cầu hôn"   | Đàm Vĩnh Hưng                        | [ 47 ] |
| 13 tháng 12    | "Chiếc vòng cầu hôn"   | Đàm Vĩnh Hưng                        | [ 48 ] |
| 20 tháng 12    | "Chiếc vòng cầu hôn"   | Đàm Vĩnh Hưng                        | [ 49 ] |
| 27 tháng 12    | "Chiếc vòng cầu hôn"   | Đàm Vĩnh Hưng                        | [ 50 ] |